# Paul Wunderlich
Paul Wunderlich (Eberswalde, 10 maart 1927 – Saint-Pierre-de-Vassols (Provence, Zuid-Frankrijk), 6 juni 2010) was een Duits surrealistisch beeldhouwer, grafisch kunstenaar en schilder.

## Biografie
Als jongeman moest Wunderlich als Flakhelfer (assistent bij luchtafweergeschut) dienen, en raakte daarna korte tijd in geallieerde krijgsgevangenschap. Pas daarna kon hij, bij zijn moeder thuis in Eutin, zijn einddiploma gymnasium behalen. In 1947 ging hij naar de kunstacademie te Hamburg en leerde daar o.a. van Willi Titze grafische technieken. Klasgenoten van Paul Wunderlich waren onder anderen twee later ook beroemde kunstenaars: Horst Janssen en Reinhard Drenkhahn. Na zijn studie was Wunderlich vanaf 1951 educatief medewerker aan deze kunstacademie, en voerde kunstdrukwerk van andere kunstenaars uit, o.a. van Oskar Kokoschka en Emil Nolde.
In 1959 begon Wunderlich in zijn kenmerkende stijl te werken, met delen/fragmenten van menselijke lichamen tegen een lege achtergrond. Hij liet zich door verschillende kunststromingen inspireren, waaronder art deco, Jugendstil, dadaïsme en surrealisme. Van 1961-1963 woonde hij twee jaar in Parijs. In 1963 werd Wunderlich professor aan de kunstacademie Hochschule für bildende Künste te Hamburg.
In 1960 maakte Wunderlich 5 series van elk 12 litho's, met de Franse titel Qui s'explique. Deze werden in Hamburg tentoongesteld, maar waren volgens de wetgeving en de algemene opinie van die tijd te expliciet erotisch. De plaatselijke justitie nam de werken in beslag als zijnde pornografie, en Wunderlich werd tot een geldboete veroordeeld. In 1985 werden de kunstwerken door het Openbaar Ministerie teruggegeven. Eén van de reeksen hangt nu in het Paul-Wunderlich-Haus in Eberswalde.
In 1964 is werk van Wunderlich te zien geweest op de documenta te Kassel. Gedurende de jaren-1960 ging Wunderlich steeds minder grafiek en meer beeldhouwwerk maken.
Onder invloed van Salvador Dali begon Wunderlich in 1969 grote bronzen werken te maken. In 1970 verwerkte hij motieven van Albrecht Dürer tot surrealistische plastieken en beeldhouwwerken.
In 1972 exposeerde Wunderlich werk in de galerie van de beroemde kunstverzamelaar Heinz Berggruen in Parijs, en in 1977 in het Museum voor Schone Kunsten in Brussel.
Vanaf 1981 (Wunderlich kocht daar in dat jaar een huis met grote tuin) woonde en werkte Paul Wunderlich vooral in het Zuid-Franse plaatsje Saint-Pierre-de-Vassols. Van 1977 tot zijn overlijden was hij getrouwd met de in 1938 geboren modefotografe Karin Székessy. Zij heeft van tijd tot tijd meegewerkt aan Wunderlichs creatieve activiteiten.
In 1997 werd hij onderscheiden met het Bundesverdienstkreuz aan Lint.
Op 1 juli 2007 werd in Eberswalde, de geboortestad van de kunstenaar, het Paul-Wunderlich-Haus geopend in aanwezigheid van bondskanselier Angela Merkel en Wunderlich zelf. Dit is een bestuurskantoor van onder andere de Landkreis Barnim (deelstaat Brandenburg), maar ook een aan Wunderlich gewijd museum, een restaurant en een complex kleine bedrijven en kantoren. Bij de bouw van het Paul-Wunderlich-Haus is veel aandacht besteed aan het milieu, zoals opwekking van aardwarmte. In het Paul-Wunderlich-Haus bevinden zich onder meer grafische werken, voorwerpen van porselein, meubels en sieraden, en schilderijen van Wunderlichs hand of naar zijn ontwerp.
Wunderlich overleed op 6 juni 2010 na een korte maar ernstige ziekte te Saint-Pierre-de-Vassols.
Sinds 2008 bezit de Kunsthalle Rostock grafisch werk van Wunderlich.

## Afbeeldingen

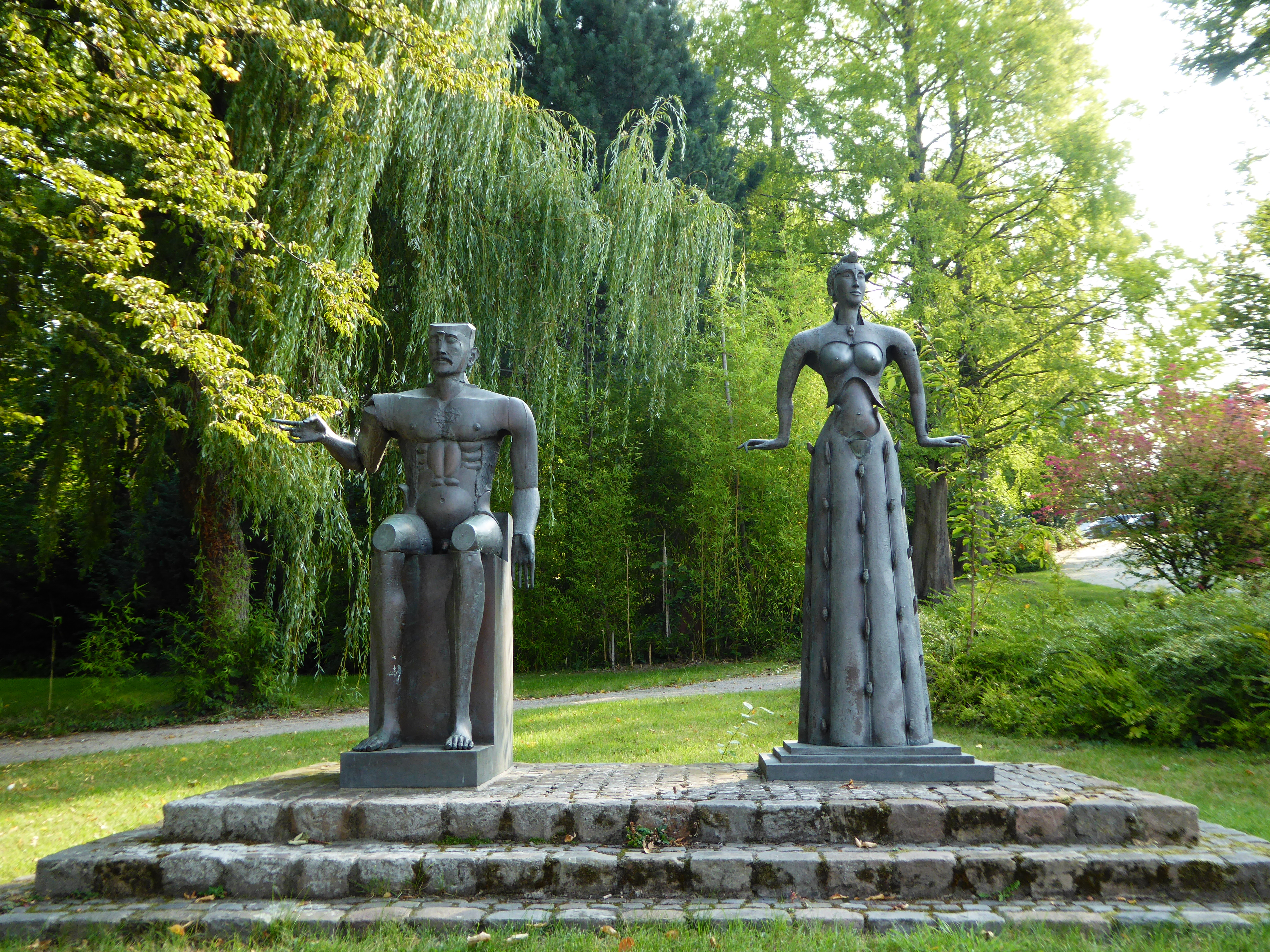
Die Königin und der König, bronzen sculptuur, 1999, Bochum
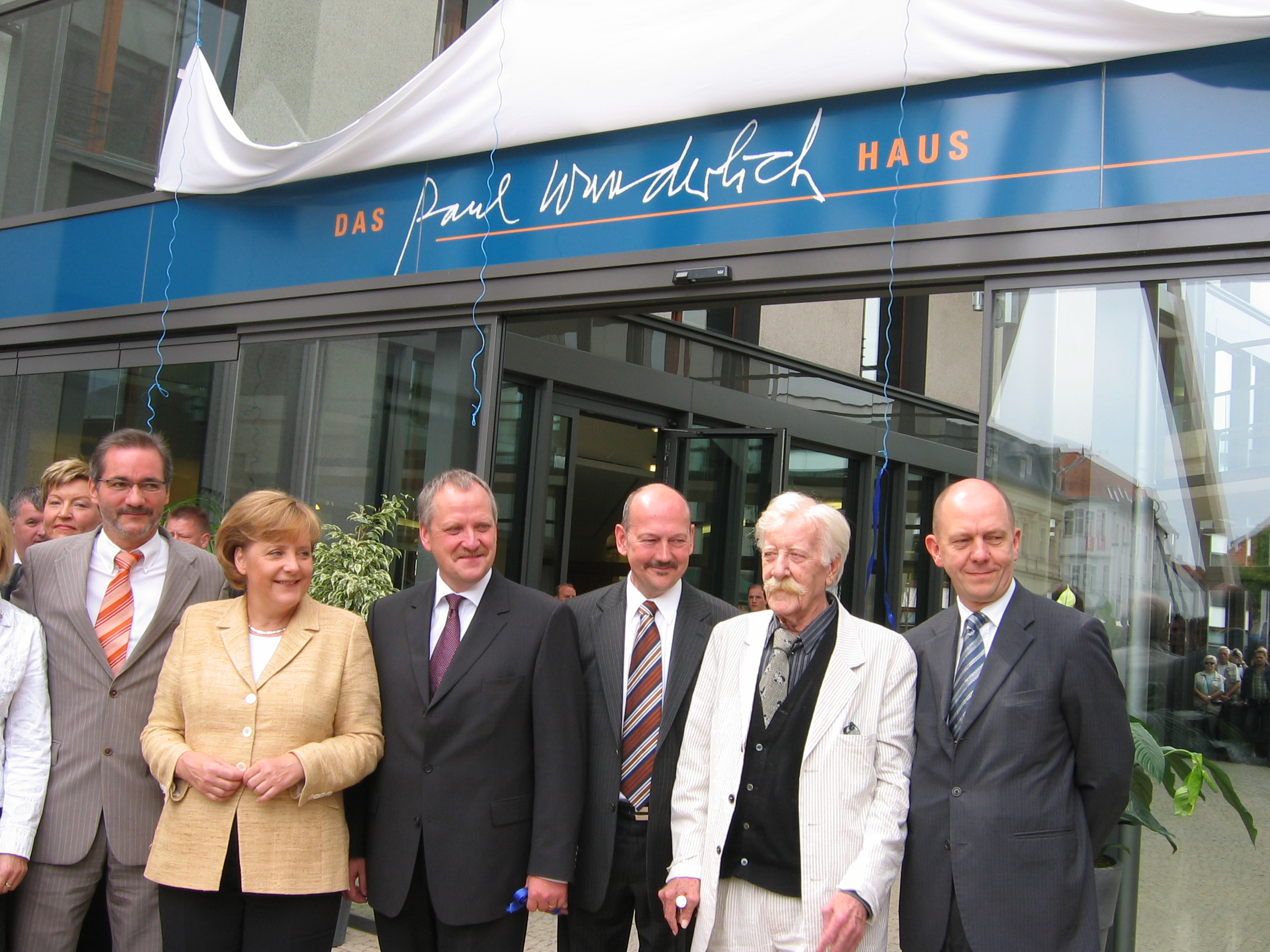
Opening 1 juli 2007 Paul-Wunderlich-Haus, Eberswalde. Links op de voorgrond Merkel, rechts Wunderlich
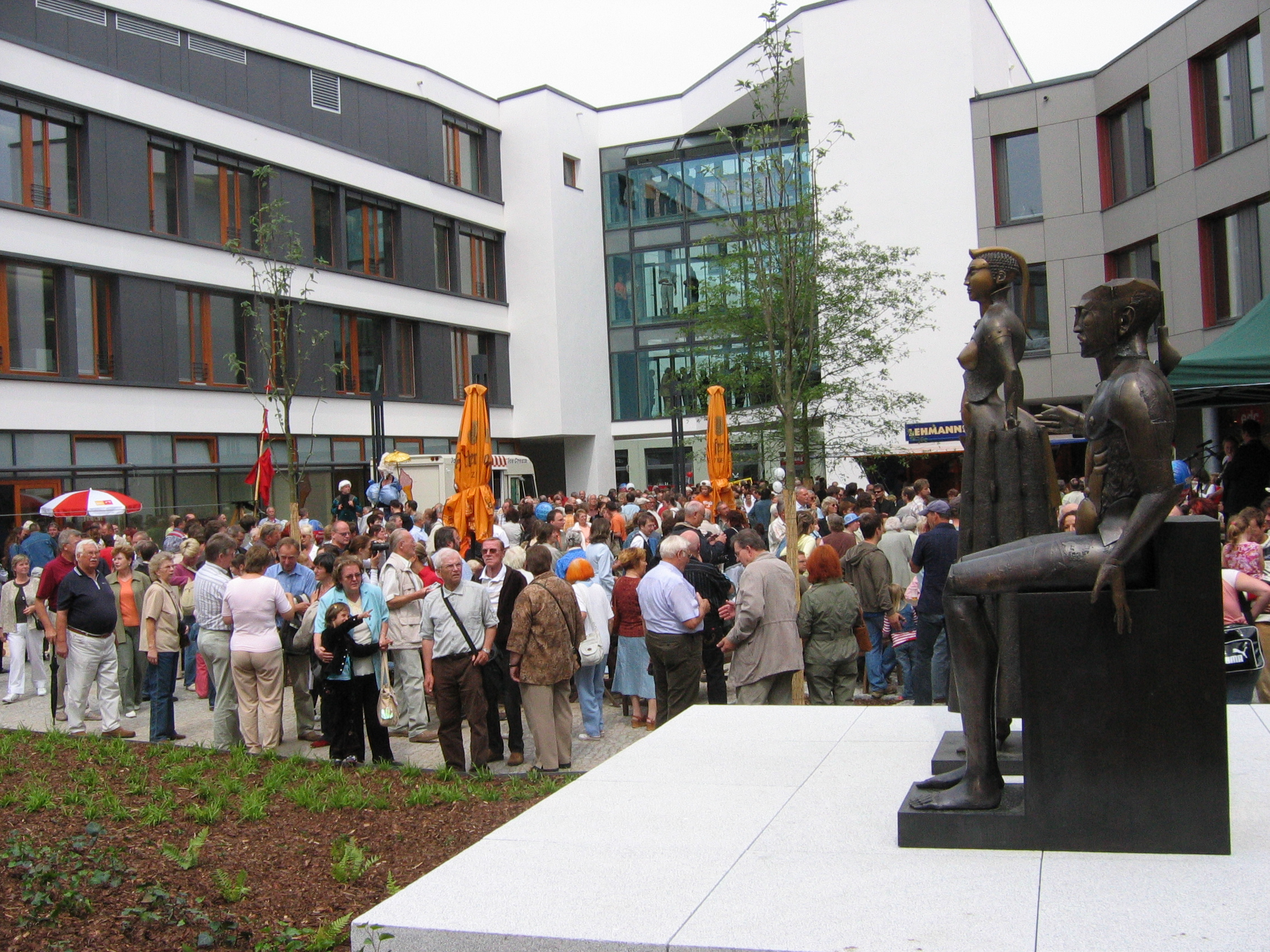
1 juli 2007,Paul-Wunderlich-Haus: rechts op de foto Wunderlichs sculpturen Tanzende Frau II en Sitzender Mann II
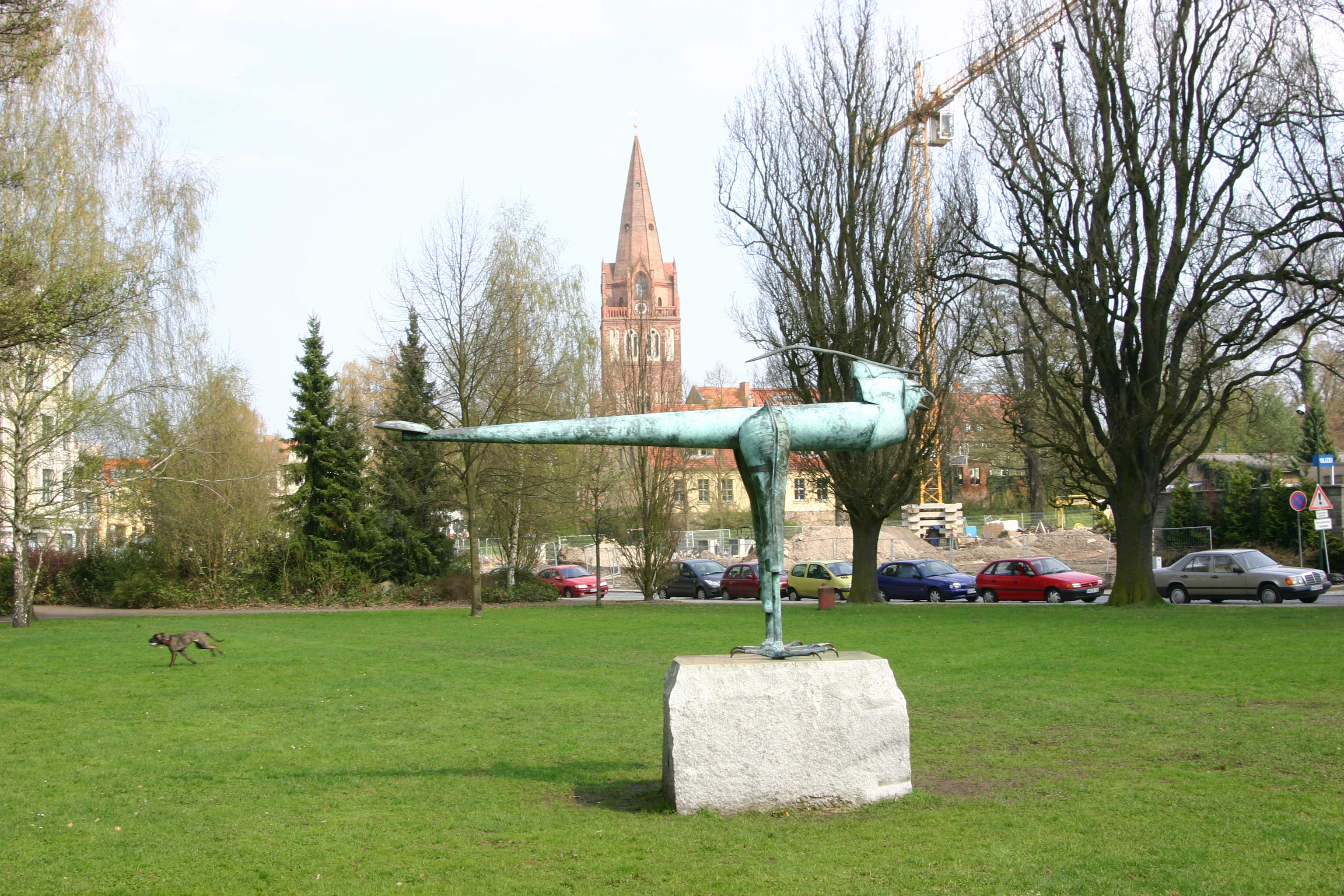
Sculptuur Vogel of Raubvogel aan de Weidendamm te Eberswalde, bij het Paul-Wunderlich-Haus; schenking door de kunstenaar